# Piazza San Domenico (Prato)
Piazza San Domenico è una delle più importanti piazze della città di Prato posta dentro la cinta delle mura urbane. La sua forma è irregolare e prende nome dalla chiesa prospiciente.

## Storia

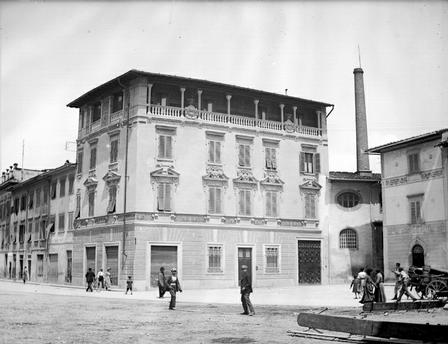
Piazza San Domenico all'inizio del XX Secolo

Mentre per la chiesa San Domenico e degli impianti conventuali degli ordini mendicanti (San Francesco e sant’Agostino) è attestata l’edificazione tra il 1283 e il 1322, le prime notizie sulla piazza si hanno nel 1292, anno in cui venne deliberato dai governanti di “far lastricare a spese degli abitanti le vie interne” . Più probabilmente la sua conformazione attuale è da attestarsi nella seconda metà del Trecento quando San Domenico fu inglobato dalle mura urbane. Nei primi decenni del '900, vista l'incalzante richiesta di nuovi spazi da mettere a disposizione della popolazione di numero sempre crescente, si assiste a una diffusa opera di sopraelevazione degli edifici esistenti.
In piazza S. Domenico erano presenti i lavatoi per il passaggio della gora di Gello e questo è attestato dalle rimostranze dei frati che, nel tempo, si rivolsero diverse volte al Comune per impedire alle donne di raccontare ad alta voce, mentre facevano il bucato, le loro esperienze notturne con i relativi consorti. Secondo le suppliche, i giovani frati minori del convento rimanevano turbati dal colorito frasario delle lavandaie. Nel 1926, a seguito di una delibera comunale, la piazza che era intitolata a Giordano Bruno, prende il nome di San Domenico in onore della chiesa.
Si affaccia sulla piazza, oltre alla chiesa di San Domenico Chiesa di San Domenico, con il relativo convento che si sviluppa alla sua destra, un altro antico edificio religioso, la Basilica dei santi Vincenzo e Caterina de’ Ricci (Prato) Basilica dei Santi Vincenzo e Caterina de' Ricci (Prato).

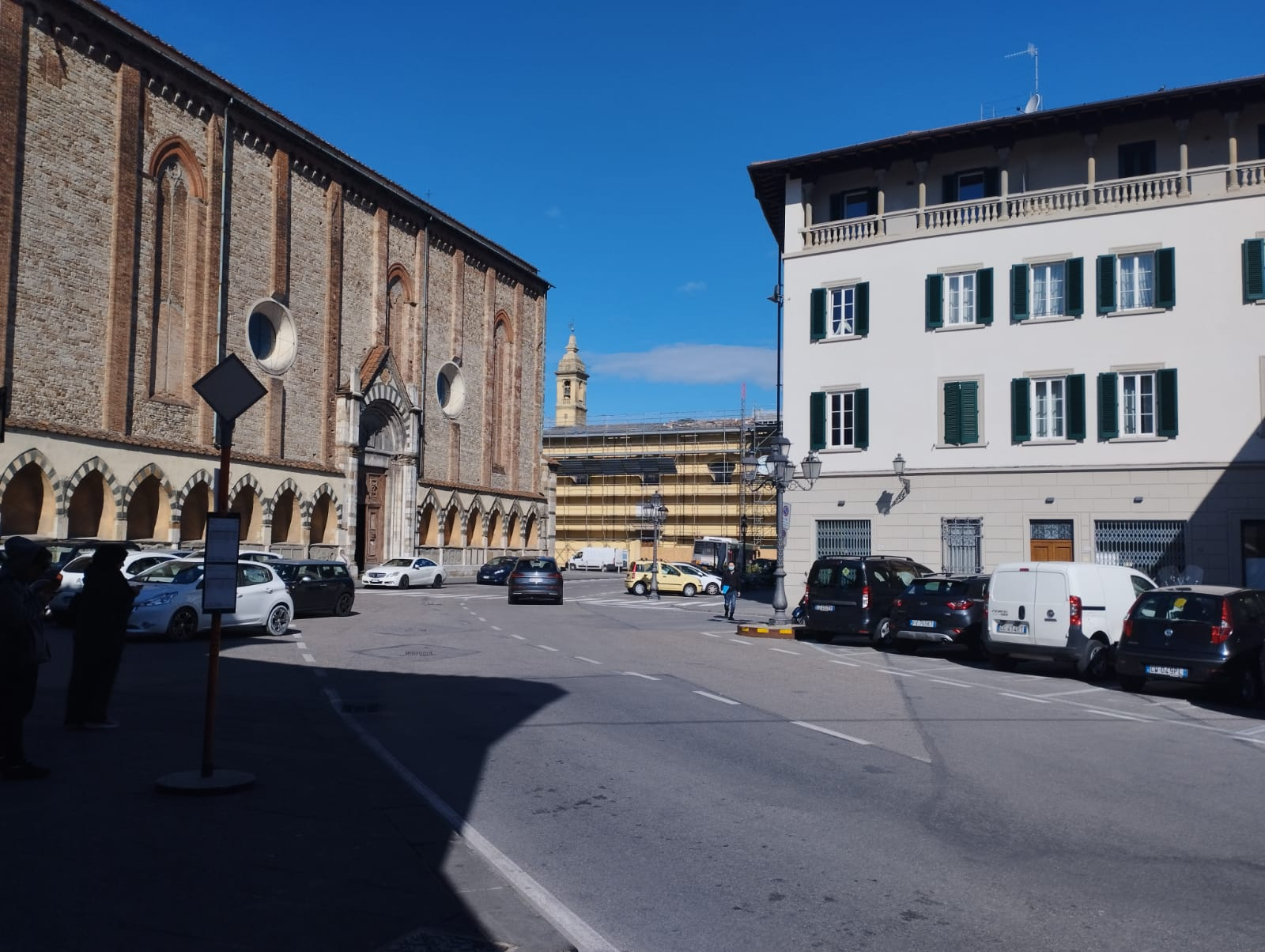
Veduta di Piazza San Domenico lato via del Seminario

## Descrizione
Piazza San Domenico (Prato) è una piazza a pianta irregolare che ricorda una Z, largamente adibita a parcheggio carrabile. Sulla piazza affacciano, oltre ai suddetti edifici religiosi diverse attività commerciali e ristoranti. Dal 1974 è sede del Museo di pittura murale